# 1997 في فرنسا
فيما يلي قوائم الأحداث التي وقعت خلال عام 1997 في فرنسا.

## أحداث
- 1 يناير – حادثة وفاة الأميرة ديانا

## سياسة

### تعيين في المنصب
- 3 يونيو – ليونيل جوسبان رئيس الوزراء الفرنسي.
- 4 يونيو – دومينيك ستراوس كان وزير الاقتصاد والمالية والصناعة  [لغات أخرى]‏،نائب فرنسي.
- 12 يونيو – آرنو مونتبورغ نائب فرنسي.
- 12 يونيو – ألان جوبيه نائب فرنسي.
- 12 يونيو – إليزابيث غيغو نائب فرنسي.
- 12 يونيو – برنار كازنوف نائب فرنسي.
- 12 يونيو – برونو لورو نائب فرنسي.
- 12 يونيو – بيرنارد أكوير نائب فرنسي.
- 12 يونيو – جان إيف لودريان نائب فرنسي.
- 12 يونيو – جان كلود بيريز نائب فرنسي.
- 12 يونيو – جان مارك أيرولت نائب فرنسي.
- 12 يونيو – جان-كلود غيسو نائب فرنسي.
- 12 يونيو – جيلبرت ماير نائب فرنسي.
- 12 يونيو – رايمون باغ نائب فرنسي.
- 12 يونيو – روزيلين باشيلو نائب فرنسي.
- 12 يونيو – رولاند بلوم نائب فرنسي.
- 12 يونيو – سيغولين رويال نائب فرنسي.
- 12 يونيو – فرانسوا أولاند نائب فرنسي،First Secretary of the Socialist Party [الإنجليزية]‏.
- 12 يونيو – فرنسوا بايرو نائب فرنسي.
- 12 يونيو – فرنسوا فيون نائب فرنسي.
- 12 يونيو – فيليب دو فيلييه نائب فرنسي.
- 12 يونيو – كريستيان توبيرا نائب فرنسي.
- 12 يونيو – لوران فابيوس نائب فرنسي.
- 12 يونيو – ماري جورج بوفيه نائب فرنسي.
- 12 يونيو – ميشال آليو ماري نائب فرنسي.
- 12 يونيو – نيكولا امالينا نائب فرنسي.
- 12 يونيو – نيكولا ساركوزي نائب فرنسي.

### انتهاء فترة المنصب
- 1 يناير – جاك توبون وزير العدل.
- 27 مارس – إديت كريسون رئيس بلدية [الإنجليزية]‏.
- 21 أبريل – إيف بونيت نائب فرنسي.
- 21 أبريل – بيرنارد أكوير نائب فرنسي.
- 21 أبريل – جان فرانسوا دينيو نائب فرنسي.
- 21 أبريل – جان فرنسوا كوبيه نائب فرنسي.
- 21 أبريل – جان مارك أيرولت نائب فرنسي.
- 21 أبريل – جان-كلود غيسو نائب فرنسي،نائب فرنسي.
- 21 أبريل – جيلبرت ماير نائب فرنسي.
- 21 أبريل – رايمون باغ نائب فرنسي.
- 21 أبريل – روزيلين باشيلو نائب فرنسي.
- 21 أبريل – رولاند بلوم نائب فرنسي.
- 21 أبريل – سيغولين رويال نائب فرنسي،نائب فرنسي.
- 21 أبريل – كريستيان توبيرا نائب فرنسي.
- 21 أبريل – كريستيان دانيال نائب فرنسي.
- 21 أبريل – لوران فابيوس نائب فرنسي.
- 21 أبريل – ميشال آليو ماري نائب فرنسي.
- 21 أبريل – نيكولا امالينا نائب فرنسي.
- 21 أبريل – نيكولا ساركوزي نائب فرنسي.
- 2 يونيو – ألان جوبيه رئيس الوزراء الفرنسي.
- 3 يونيو – دومينيك ستراوس كان رئيس بلدية [الإنجليزية]‏،نائب فرنسي.
- 4 يونيو – فرنسوا بايرو Minister of National Education  [لغات أخرى]‏.
- 4 يوليو – إليزابيث غيغو نائب فرنسي.
- 4 يوليو – ماري جورج بوفيه نائب فرنسي.

## رياضة
- 1 يناير – دورة فرنسا المفتوحة 1997
- 1 يناير – سباق باريس روبيه 1997
- 29 يونيو – جائزة فرنسا الكبرى 1997 الفائز مايكل شوماخر.

## ظهور
- 1 يناير – غراي غوس

## أفلام
من الأفلام التي صدرت هذه السنة في فرنسا:
- 1 يناير – 100% عربي من إخراج محمود زموري.
- 1 يناير – افتح عينيك من إخراج أليخاندرو آمينابار.
- 1 يناير – سبع سنوات في التبت من إخراج جان جاك أنو.
- 1 يناير – صمت القصور من إخراج مفيدة التلاتلي.
- 1 يناير – طعم الكرز من إخراج عباس كيارستمي.
- 1 يناير – مكتوب من إخراج نبيل عيوش.
- 7 مايو – العنصر الخامس من إخراج لوك بيسون.
- 28 أغسطس – مايكل كولنز من إخراج نيل جوردن.
- 27 سبتمبر – لوليتا من إخراج أدريان لين.
- 14 نوفمبر – ابن آوى من إخراج مايكل كايتون-جونز.

## برامج ومسلسلات وأنمي
- الدورية السرية

## كتب
من الكتب التي صدرت هذه السنة في فرنسا:
- 1 يناير – كتاب السفر من تأليف برنارد فيربير.

## مواليد

### فبراير
- 19 فبراير – بونوا كونكود لاعب كرة يد فرنسي.

### مايو
- 15 مايو – عثمان ديمبيلي لاعب كرة قدم فرنسي.

### يونيو
- 16 يونيو – جان كيفن أوغستين لاعب كرة قدم فرنسي.
- 18 يونيو – أمين حاريث لاعب كرة قدم مغربي.

### أغسطس
- 12 أغسطس – ستيف أمبري
- 18 أغسطس – عبد الحكيم عبد الله

### أكتوبر
- 6 أكتوبر – تيو هرنانديز لاعب كرة قدم فرنسي.

### نوفمبر
- 14 نوفمبر – كريستوفر نكونكو لاعب كرة قدم فرنسي.

### ديسمبر
- 1 ديسمبر – إسماعيل بن ناصر لاعب كرة قدم جزائري.

## وفيات

### مارس
- 9 مارس – جان دومينيك بوبي (مواليد 1952) صحفي فرنسي.
- 19 مارس – أوجين غيلفيك (مواليد 1907) كاتب فرنسي.

### مايو
- 28 مايو – إدوارد مولر (مواليد 1919) درّاج طريق فرنسي.

### يونيو
- 25 يونيو – جاك إيف كوستو (مواليد 1910)

### يوليو
- 7 يوليو – جيان لوتشيانو (مواليد 1921) لاعب كرة قدم.
- 16 يوليو – دورا مار (مواليد 1907)

### أغسطس
- 4 أغسطس – جين كالمينت (مواليد 1875)
- 12 أغسطس – ريمون بلوخ (مواليد 1914)
- 16 أغسطس – روجر فريني (مواليد 1920) كاتب فرنسي.
- 31 أغسطس – هنري بول (مواليد 1956)

### نوفمبر
- 1 نوفمبر – روجيه مارش (مواليد 1924) لاعب كرة قدم فرنسي.
- 3 نوفمبر – أنطوان كيسار (مواليد 1924) لاعب كرة قدم فرنسي.
- 11 نوفمبر – جان غولمييه (مواليد 1905)
- 24 نوفمبر – باربارا (مواليد 1930) مغنية فرنسية.

### ديسمبر
- 13 ديسمبر – كلود روي (مواليد 1915) كاتب فرنسي.